# 藤田千枝 (アナウンサー)
藤田 千枝（ふじた ちえ）は、1978年2月24日生、かつて山形県を拠点に活動していたフリーアナウンサー・ローカルタレントで、元NHK山形放送局の契約キャスター。

## 経歴
山形県村山市出身。山形県立山形北高等学校、宮城学院女子大学卒業後、2000年、NHK山形に入る。
入局後は他の契約キャスターと同様に、昼前や夕方の報道・情報番組を担当していた。当時は同期に“巨乳”で後に全国区の有名人となった古瀬絵理がいて、古瀬の陰に隠れ目立たぬ存在であった。しかし古瀬が去って数年経った2007年、地元出身の柴田徹放送部副部長（当時）に引きずられるようにして『今夜はなまらナイト』のアシスタントに起用されると、その村山弁トークで県内の視聴者を引き付けるようになる。このため、他のキャスターが契約期間満了で退局に追い込まれる中、その後も『なまらナイト』専属の形で残った。
ただ、契約年数が9年に達したことから、2008年度いっぱいでNHK山形を退局。以後はローカルタレントの扱いで引き続き『なまらナイト』に出演することになった。結婚により山形県を離れた模様で、2010年3月、初めて『なまらナイト』に出演しなかった。これについて、藤田自身は“復帰作”となった『秋の夜長のいも煮スペシャル3』（山形県内では2010年11月、BShiでは2011年1月放送）において、山形弁で「女の人生いろいろ修行があるのよ、だけど親方（柴田）には言いたくないのよ」とはぐらかし、真相は語らなかった。しかし同じ放送でNHK山形に藤田の消息を尋ねる便りが多く寄せられたことが明らかにされ、共演の阿部美佳も団子屋で藤田の消息を尋ねられたと話した。

## 現在の担当番組
- 今夜はなまらナイト（不定期）

## 過去の担当番組
- お元気ですか日本列島（2008年5月12日）
この週は全国各放送局の特徴あるホームページを紹介する企画があり、そのトップを飾った。冒頭の挨拶で、柴田副部長ともども村山弁で「藤田（柴田）でした」と挨拶し、北隣・秋田県出身の谷地健吾を慌てさせた。なお、これは標準語に直すと「藤田でございます」にあたり（山形県村山地方では、多数派ではないものの過去形で自分の名を名乗る場合がある）、挨拶の直後に説明。その後、番組とホームページの紹介に移った。
- 三つのたまご（2008年5月18日）
上記の関連で同じ企画のコーナーが展開され、番組とホームページを紹介した。このときは東京へ出張した。
- いまこそ!ラジオルネサンス（ラジオ第1 2008年3月21日）
仙台駅前からの中継で『なまらナイト』をPRした。
- YYほっとチャンネル（2006年度まで）
- ぷれナビ（2006年度まで）
- やまナビワイド（2006年度まで）